# داليا كداري
داليا كداري (من مواليد 23 مارس 2001) هي لاعبة ألعاب قوى إيطالية في سباقات السرعة متخصصة في سباقات 200 متر، فازت بالميدالية الذهبية في بطولة أوروبا لألعاب القوى تحت 23 سنة 2021. كما فازت مرتين في بطولة إيطاليا في هذا السباق.
في السابعة عشر من عمرها حصلت كاداري على الميدالية الفضية في سباق 200 متر في دورة الألعاب الأولمبية للشباب 2018. شاركت في دورة الألعاب الأولمبية الصيفية 2020، في سباق 200 متر للسيدات.